# Tinseltown Rebellion
Tinseltown Rebellion es un álbum doble de 1981 del músico y compositor norteamericano Frank Zappa. Se reeditó en formato CD por el sello discográfico Rykodisc en 1995.
La primera pista, "Fine Girl" es una grabación de estudio de la misma época en que se grabó el material del álbum You Are What You Is. A excepción de la segunda pista, que sufrió algún retoque en el estudio, el resto del álbum está grabado en directo en la gira de 1979-1980.
Este álbum es la primera aparición de Steve Vai en los álbumes de Zappa.

## Lista de canciones
1. "Fine Girl" – 3:31
2. "Easy Meat" – 9:19
3. "For the Young Sophisticate" – 2:48
4. "Love of My Life" – 2:15
5. "I Ain't Got No Heart" – 1:59
6. "Panty Rap" – 4:35
7. "Tell Me You Love Me" – 2:07
8. "Now You See It- Now You Don't" – 4:54
9. "Dance Contest" – 2:58
10. "The Blue Light" – 5:27
11. "Tinseltown Rebellion" – 4:35
12. "Pick Me, I'm Clean" – 5:07
13. "Bamboozled by Love" – 5:46
14. "Brown Shoes Don't Make It" – 7:14
15. "Peaches III" – 5:01

## Personal
- Frank Zappa – guitarra, voz, arreglos, producción
- Arthur Barrow – bajo y voz
- Vinnie Colaiuta – batería
- Warren Cuccurullo – guitarra rítmica y voz
- Bob Harris – teclados, trompeta y voz
- David Logeman – batería en "Fine Girl" y primera parte de "Easy Meat"
- Ed Mann – percusión
- Tommy Mars – teclados y voz
- Patrick O'Hearn – bajo en "Dance Contest"
- Steve Vai – guitarra rítmica y voz
- Denny Walley – guitarra slide y voz
- Ray White – guitarra rítmica y voz
- Ike Willis – guitarra rítmica y voz
- Peter Wolf – teclados

- Joe Chiccarelli – ingeniero
- George Douglas – ingeniero
- Tommy Fly – ingeniero
- Mark Pinske – ingeniero
- Allen Sides – ingeniero
- Bob Stone – mezcla, remasterización
- Jo Hansch – masterización
- Cal Schenkel – diseño artístico
- John Williams – gráficos